# Aumont-en-Halatte
Aumont-en-Halatte ist eine französische Gemeinde mit 564 Einwohnern (Stand: 1. Januar 2022) im Département Oise in der Region Hauts-de-France. Aumont-en-Halatte gehört zum Arrondissement Senlis und zum Kanton Senlis. Die Einwohner werden Aumontois genannt.

## Geographie
Aumont-en-Halatte ist ein kleiner Vorort nordwestlich von Senlis im Wald von Halatte. Umgeben wird Aumont-en-Halatte von den Nachbargemeinden Verneuil-en-Halatte im Norden und Nordwesten, Senlis im Süden und Osten, Courteuil im Süden und Südwesten sowie Apremont im Westen.

## Bevölkerungsentwicklung
| 1962                      | 1968 | 1975 | 1982 | 1990 | 1999 | 2006 | 2013 | 2021 |
| ------------------------- | ---- | ---- | ---- | ---- | ---- | ---- | ---- | ---- |
| 270                       | 310  | 353  | 422  | 544  | 482  | 548  | 548  | 529  |
| Quelle: Cassini und INSEE |      |      |      |      |      |      |      |      |

## Sehenswürdigkeiten
- Kirche Saint-Gervais-Saint-Protais, heutiges Gebäude aus dem 15./16. Jahrhundert (siehe auch: Liste der Monuments historiques in Aumont-en-Halatte)
- Villa Béatrice
- Museum Henri Barbusse, sogenannte Villa Sylvie
- Schloss und Domäne Arthus

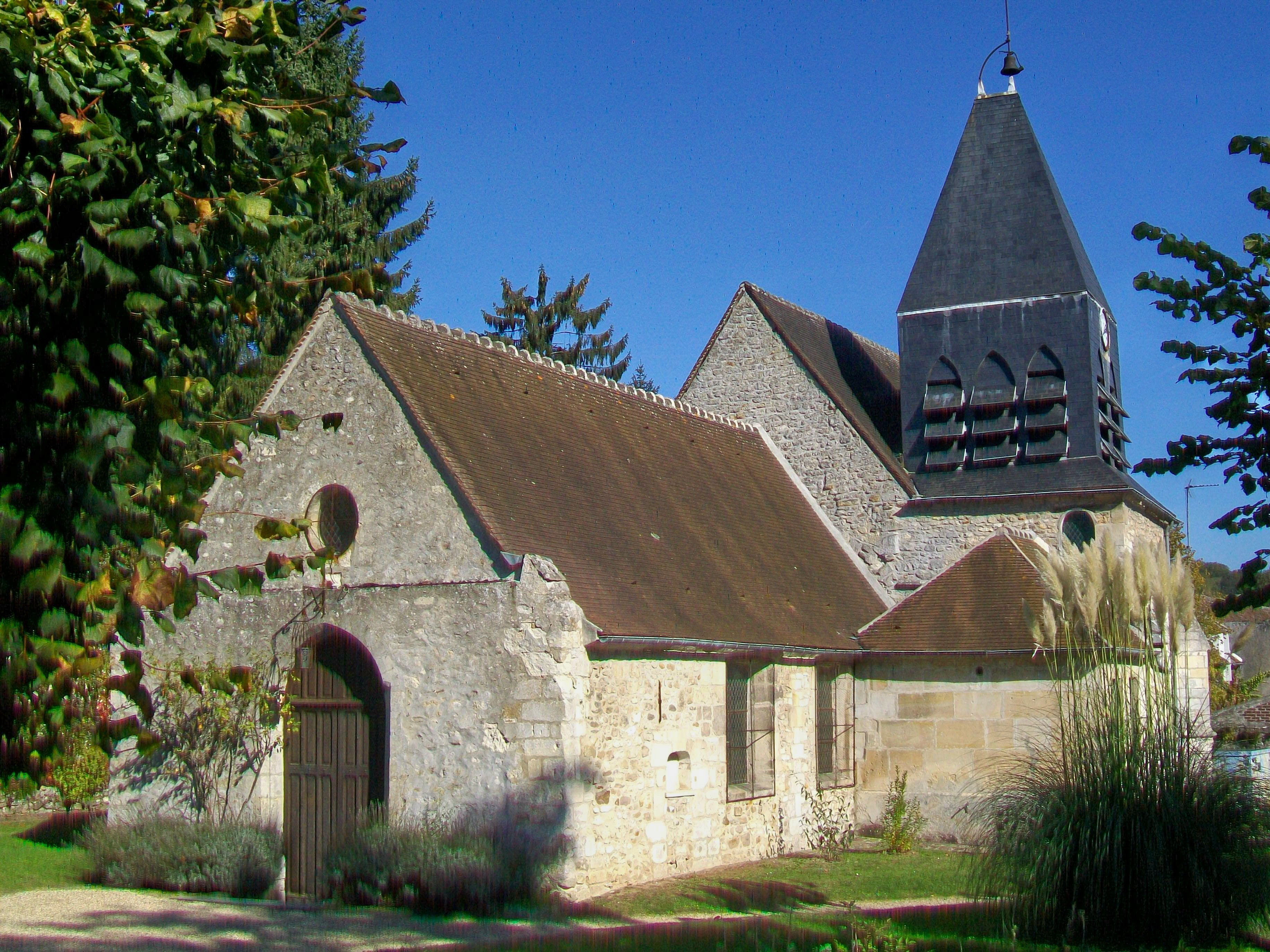
Kirche Saint-Gervais-Saint-Protais
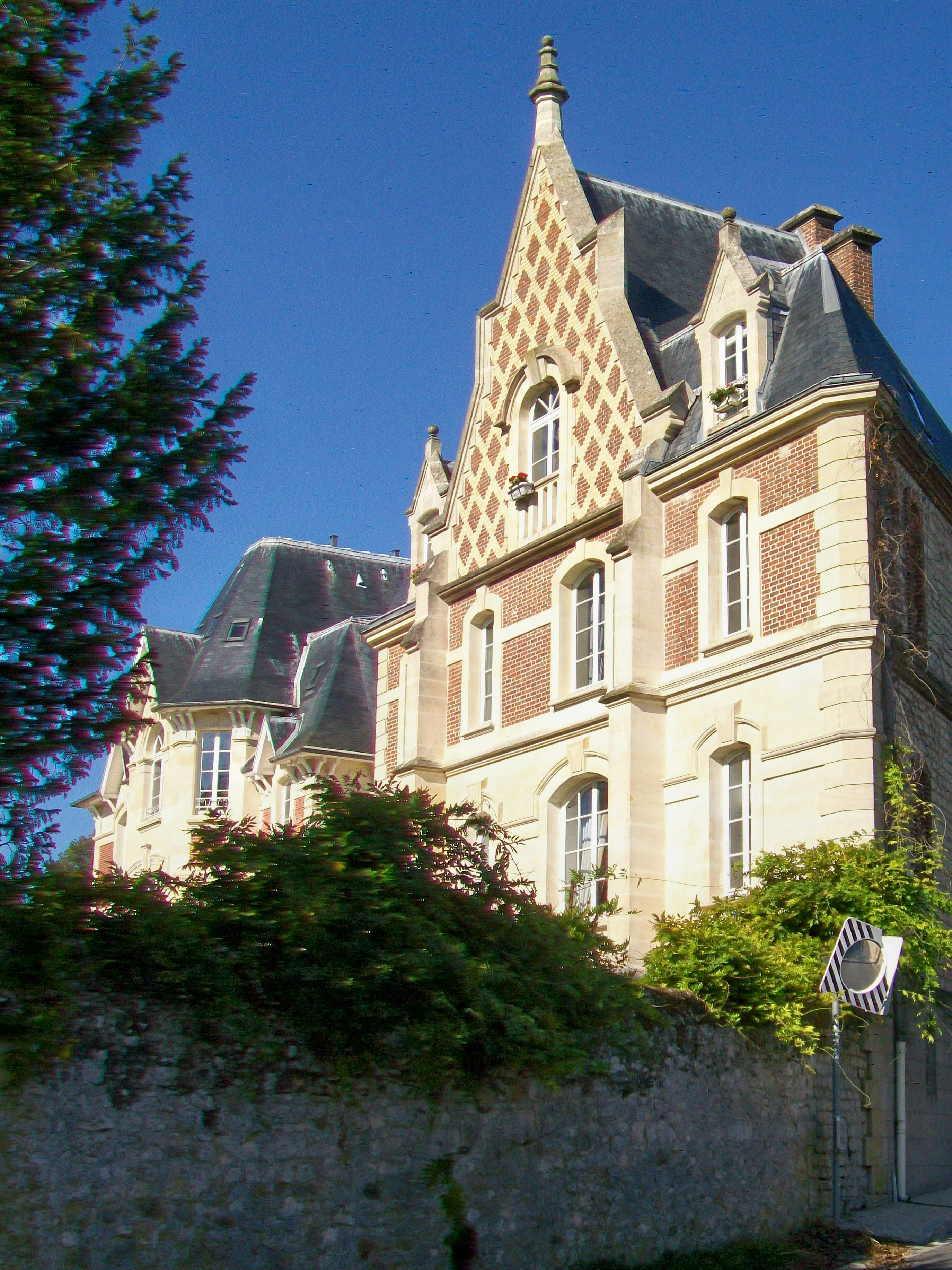
Villa Béatrice
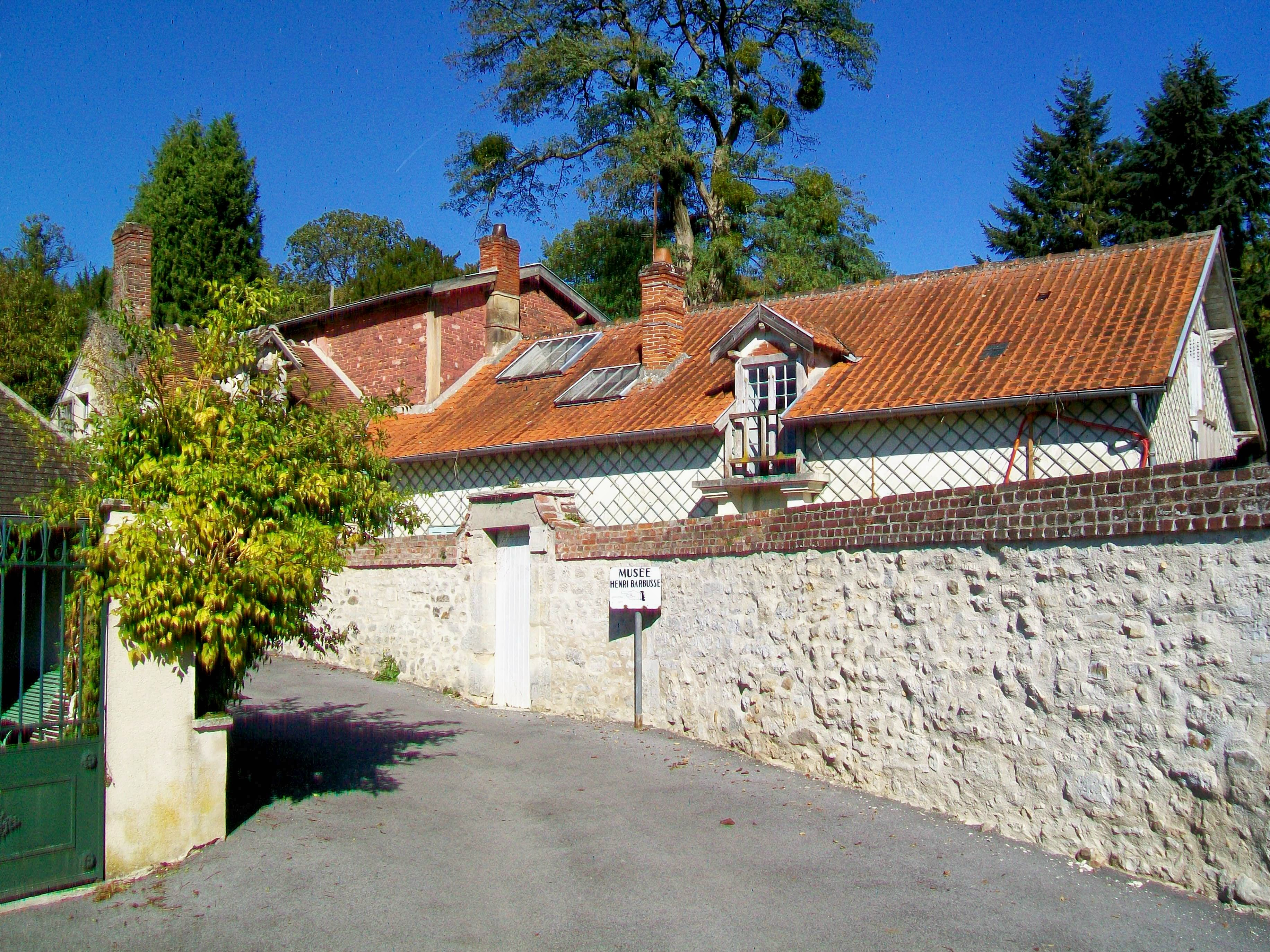
Museum Henri Barbusse (Villa Sylvie)
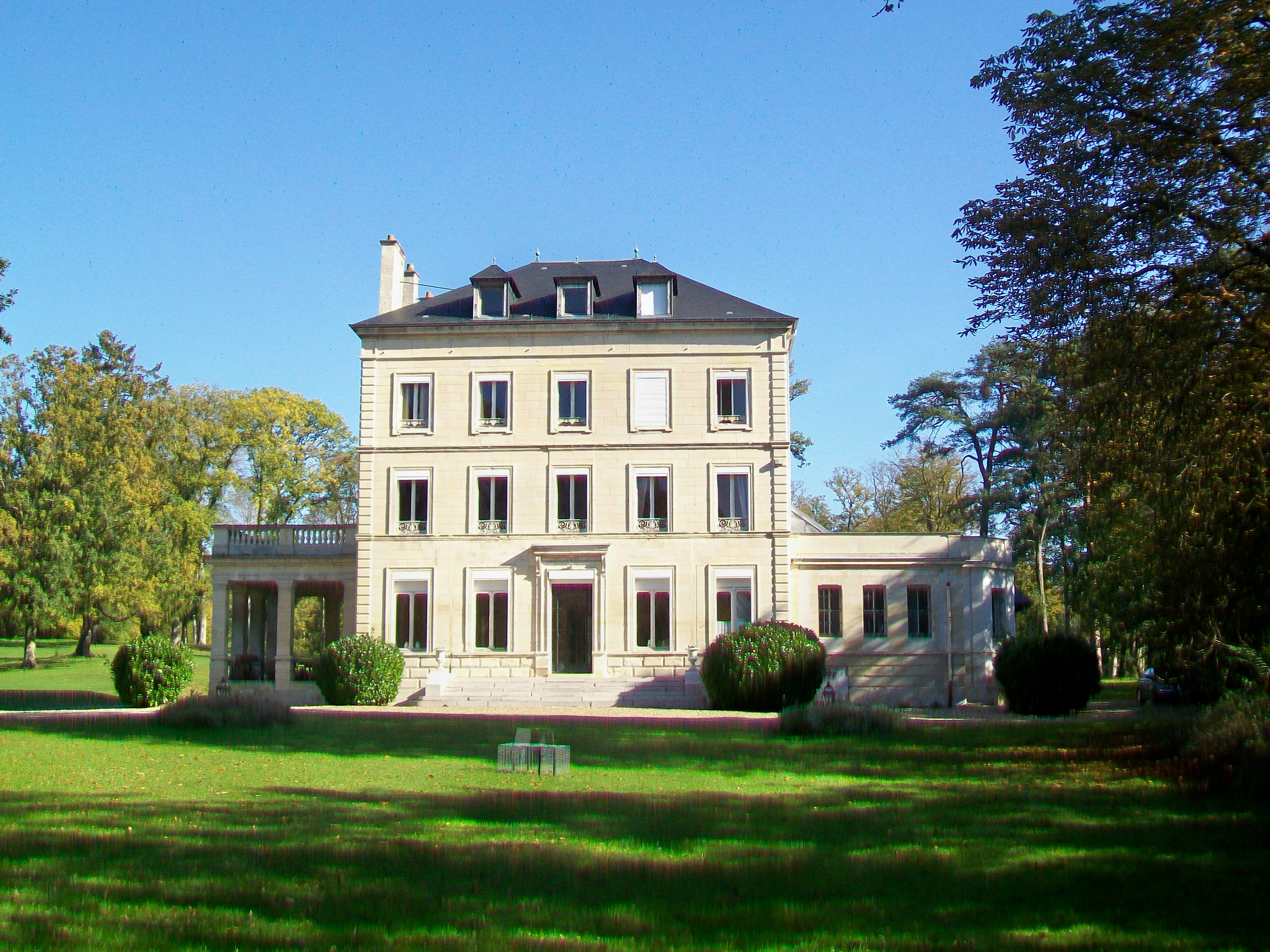
Schloss Arthus

## Persönlichkeiten
- Henri Barbusse (1873–1935), Schriftsteller (lebte lange Zeit hier)